# 처음 본 순간
《처음 본 순간》은 1983년 6월 10일, 지구레코드에서 발매한 대한민국의 록 밴드 송골매의 세 번째 정규 음반이다. 이 음반은 송골매란 밴드 이름을 확실하게 각인시킨 2집의 방향을 그대로 이었다. 밴드 자체는 물론 멤버 각자의 인기도 상당했다. 송골매는 밴드로서는 드물게 MBC 10대 가수로 3번이나 선정되었다.

## 배경
이 음반은 송골매가 대중성과 음악성을 본격적으로 양립시키기 시작한 시기의 작품으로 평가된다. 1980년대 초반 대한민국의 음악계는 댄스 음악과 발라드가 점차 주류를 형성해 가는 시점이었으며, 이 와중에 송골매는 기존의 록 사운드에 펑크, 솔, 팝 등 다양한 장르적 요소를 접목하며 자신들만의 음악 세계를 확장해 나갔다.
특히 이 시기 송골매는 기존 멤버들 간의 음악적 균형을 유지하면서도, 청춘 밴드 이미지에서 탈피해 보다 세련된 사운드와 연주력을 강조하는 방향으로 전환하였다. 이는 〈처음 본 순간〉, 〈빗물〉, 〈한줄기 빛〉 등에서 두드러지며, 당대의 록 팬들뿐만 아니라 일반 대중들까지 포섭할 수 있는 기반이 되었다.
또한 이 음반에는 배우 임예진이 작사에 참여한 곡도 수록되어 있다. 수록곡 〈아가에게〉는 임예진이 직접 가사를 쓴 곡으로, 그녀의 따뜻한 감성과 여성적 시선을 엿볼 수 있는 가사로 주목받았다. 대중문화계에서 활약하던 유명 배우가 록 밴드의 음반에 작사가로 참여한 사례는 당시로선 매우 이례적인 일이었으며, 송골매와 임예진 간의 예술적 교류를 보여주는 상징적인 곡으로 평가된다.

## 평가
| 전문가 평가  | 전문가 평가 |
| 평가 점수    | 평가 점수   |
| 출처         | 점수        |
| ------------ | ----------- |
| 뮤직앤드라마 | 긍정적      |

《처음 본 순간》은 발매 당시부터 대중성과 음악성을 겸비한 음반으로 평가받았다. 대표곡 〈처음 본 순간〉은 펑키한 리듬감과 강렬한 브라스 편곡으로 당시 한국 록 음악계에 신선한 충격을 주었으며, 〈빗물〉은 송골매의 대표적인 발라드 곡으로 오랜 시간 사랑받아왔다.
음반은 서구의 록 사운드와 한국적인 감성을 융합한 작품으로 평가되며, 송골매 특유의 세련된 연주력과 다채로운 편곡이 돋보이는 음반으로 회자된다. 일부 평론에서는 이 음반을 통해 송골매가 단순한 청춘 록 밴드를 넘어 음악적 성숙을 보여주었다고 평가하였다.

## 곡 목록
| #  | 제목                     | 작사·작곡      | 재생 시간 |
| -- | ------------------------ | -------------- | --------- |
| 1. | 〈처음 본 순간〉         | 구창모         | 3:03      |
| 2. | 〈빗물〉                 | 이응수, 배철수 | 4:00      |
| 3. | 〈아가에게〉             | 임예진, 구창모 | 2:40      |
| 4. | 〈약속일랑 하지 말아요〉 | 이응수, 배철수 | 3:23      |
| 5. | 〈꽃씨〉                 | 이응수, 김정선 | 3:00      |

| #  | 제목                           | 작사·작곡      | 재생 시간 |
| -- | ------------------------------ | -------------- | --------- |
| 1. | 〈한줄기 빛〉                  | 이응수, 배철수 | 2:50      |
| 2. | 〈이젠 눈물을 거두어야죠〉     | 이응수, 구창모 | 4:15      |
| 3. | 〈승무〉                       | 이응수, 양윤주 | 3:20      |
| 4. | 〈하늘, 호수, 사랑, 행복〉     | 구창모         | 2:40      |
| 5. | 〈바람〉                       | 김태곤         | 3:05      |
| 6. | 〈어허야 둥기둥기 (건전가요)〉 | 엄기원, 금수현 | 2:05      |